# 名人堂 (慕尼黑)

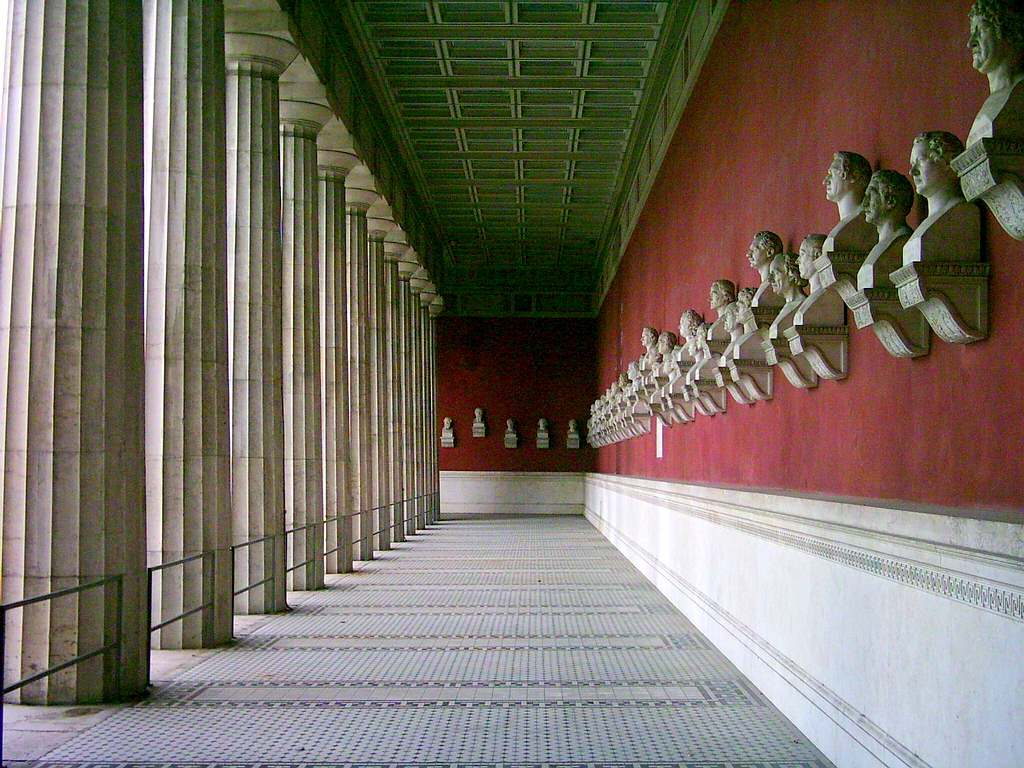
名人堂内部

名人堂（德語：Ruhmeshalle，發音：[ˈʁuːməsˌhalə]）是一座多立克柱廊，坐落在德国慕尼黑特蕾西娅草坪的边缘。它包括主体和两翼，由莱奥·冯·克伦策为巴伐利亚国王路德维希一世设计，用凱爾海姆石灰石建造，长68米，进深32米。它是一个建筑群的一部分，其余部分还包括巴伐利亚公园（Bavariapark）和巴伐利亚雕像。